# Axatse

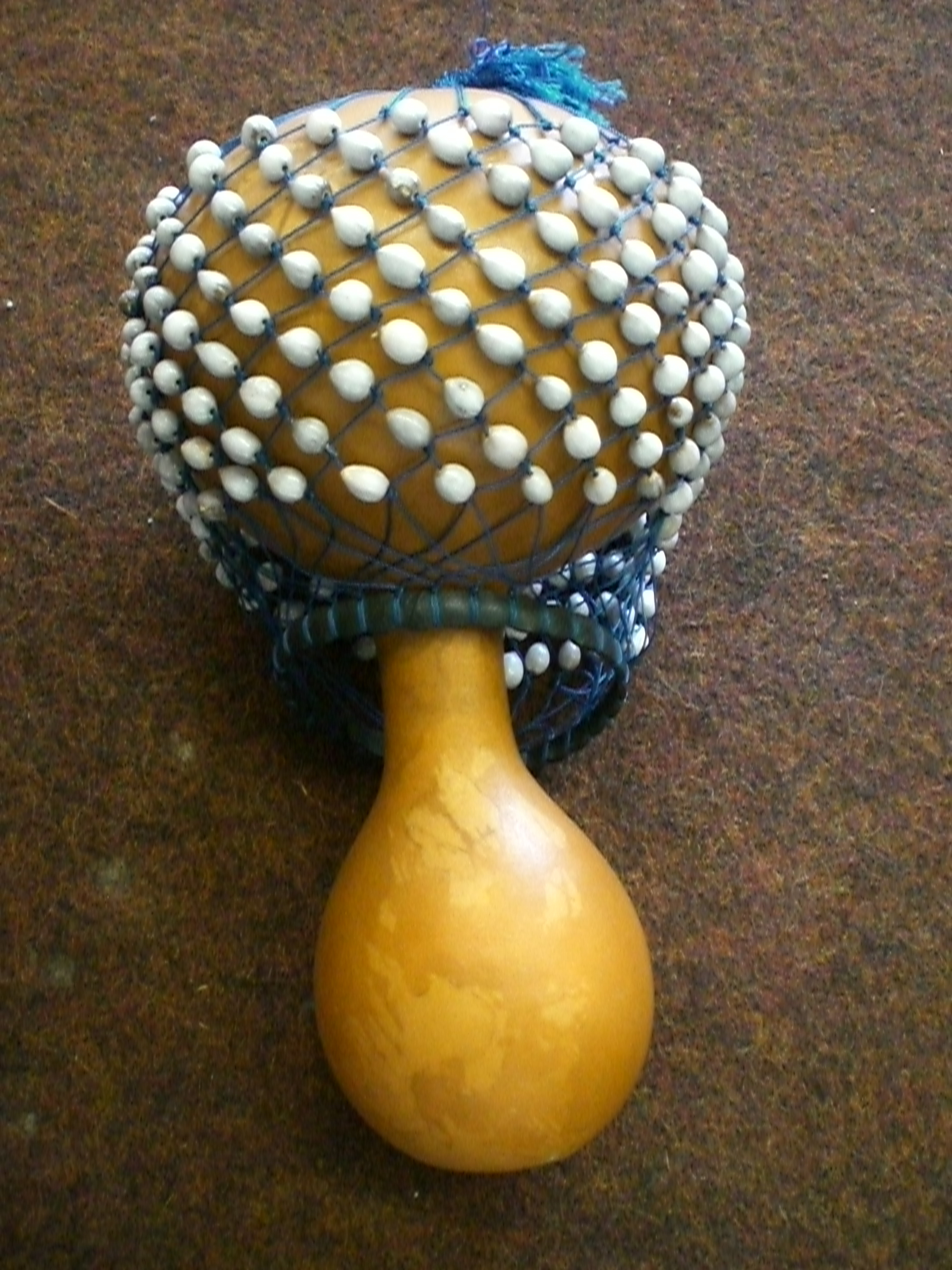
Axatse

Axatse ist eine Gefäßrassel in Ghana, die aus einer mit einem Netz von Rasselkörpern umgebenen Kalebasse besteht.

## Bauform und Spielweise
Um den Korpus aus einer Kalebasse, einer entleerten, getrockneten und harten Kürbisschale, ist ein Schnurnetz gespannt, auf dem Samen, Perlen, Kaurischnecken oder Plastikkugeln aufgereiht sind. Dieses Netz ist allseitig geschlossen. Die axatse ist kleiner als die eng verwandte mittelamerikanische shékere und der Hals der Kalebasse wurde nicht entfernt. Statt des Flaschenkürbisses werden für den internationalen Markt auch industriell aus Fiberglas gefertigte Stücke angeboten.
Der Spieler hält die axatse in der rechten Hand. Wenn er sie nach unten auf sein Bein schlägt, entsteht ein tiefer, dumpfer Ton; schlägt er sie nach oben gegen die Innenfläche seiner linken Hand, so ist der Ton heller und höher. Der Tonhöhenunterschied beträgt mindestens eine Quinte.
Im Trommelorchester, das bei den Ewe Tänze begleitet, gehört die axatse zur Rhythmusgruppe im Hintergrund. Dort dupliziert sie die vom Doppelgong gankogui vorgegebenen Grundschläge. Namen und Rassel gingen von den Ewe in die Ritualmusik von synkretistischen Sekten in Ghana über.

## Verbreitung
Weitere Kalebassenrasseln mit einem umgebenden Rasselkörpernetz sind in Nigeria die aje obe der Yoruba, die oyo, ichaka, achaka und nyo der Igbo, die iso der dortigen Edo, in Liberia die kpwale der Gbande und die kee der Kpelle, in Benin die hanyego der Fon und in Mauretanien die daghumma. Zur afrokubanischen Musik gehören neben der shékere unter anderem die große, bis zu 50 Zentimeter lange ágbe. In der lateinamerikanischen Tanzmusik ist die cabasa (cabaça) beliebt.